# Dobra (gromada w powiecie brzezińskim)
Dobra – dawna gromada, czyli najmniejsza jednostka podziału terytorialnego Polskiej Rzeczypospolitej Ludowej w latach 1954–1972.
Gromady, z gromadzkimi radami narodowymi (GRN) jako organami władzy najniższego stopnia na wsi, funkcjonowały od reformy reorganizującej administrację wiejską przeprowadzonej jesienią 1954 do momentu ich zniesienia z dniem 1 stycznia 1973, tym samym wypierając organizację gminną w latach 1954–1972.
Gromadę Dobra z siedzibą GRN w Dobrej utworzono – jako jedną z 8759 gromad na obszarze Polski – w powiecie brzezińskim w woj. łódzkim, na mocy uchwały nr 29/54 WRN w Łodzi z dnia 4 października 1954. W skład jednostki weszły obszary dotychczasowych gromad Dobra, Imielnik Stary, Kiełmina, Ługi i Moskule Nowe oraz wieś Dobra Nowiny z dotychczasowej gromady Imielnik Nowy ze zniesionej gminy Dobra, a także obszar dotychczasowej gromady Sosnowiec ze zniesionej gminy Bratoszewice w tymże powiecie. Dla gromady ustalono 24 członków gromadzkiej rady narodowej.
31 grudnia 1959 do gromady Dobra przyłączono wieś Swędów, wieś i kolonię Smolice, wieś Zelgoszcz Nowa i wieś Zelgoszcz Stara ze zniesionej gromady Swędów oraz wieś Wilanów A, wieś Kalonka, wieś Kopanka, wieś Wódka, wieś Dąbrowa, wieś Dąbrówka, wieś Niecki, wieś Borki i wieś Imielnik Nowy ze zniesionej gromady Kalonka.
1 stycznia 1970 z gromady Dobra wyłączono część wsi Klęk (działki 127 i 128 wraz z częścią drogi) o łącznej powierzchni 3,72 ha, włączając ją do gromady Smardzew w powiecie łódzkim w tymże województwie.
Gromada przetrwała do końca 1972 roku, czyli do kolejnej reformy gminnej.